# 薩爾曼·汗
阿卜杜勒·拉希德·薩利姆·沙曼·罕（英語：Abdul Rashid Salim Salman Khan，發音：[səlˈmɑːn xɑːn]，1965年12月27日—）或稱藝名沙曼·罕（英語：Salman Khan），印度男演員、編劇、節目主持人及製片人。罕主要出演寶萊塢電影，在三十多年的演藝事業中，已獲得了無數獎項，涵蓋印度國家電影獎和印度電影觀眾獎。他被媒體視為印度電影界上最成功的影星一員；《富比士》將罕列入2015年和2018年全球收入最高名人排行榜，並在後一年是排名最高的印度人。罕創下一項紀錄：主演了十年來登上票房冠軍的印地語電影，為所有演員之最。
罕在電影《妈妈好过份》（1988年）中扮演配角開始了演藝生涯，隨後在蘇拉傑·巴賈蒂亞的愛情片《真心爱着》（1989年）中擔任主角，事業從而取得了突破。他在1990年代憑藉多部商業成功的電影奠定了自己的地位，其中包括巴賈蒂亞的愛情片《君心復何似》（1994年）及《我們在一起》（1999年）、動作片《可然和阿俊》（1995年）和喜劇片《爱情保卫战》（1999年）。經過2000年代的一段浮載期後，罕在2010年代憑藉主演當年票房登頂的動作片《寶萊塢之爆裂警官》（2010年）、《準備好了！》（2011年）、《寶萊塢之終極保鑣》（2011年）、《猛虎英雄傳》（2012年）和《沙曼·罕之爆裂警官2》（2012年）、《痛擊》（2014年）、《猛虎已覺醒》（2017年），還有劇情片《寶萊塢之鋼鐵奶爸》（2015年）及《沙曼·罕之重返冠軍路》（2016年）令自身巨星地位更上一層樓。但在進入2020年代時，事業卻陷入低迷。
除了演藝事業外，罕還是電視節目主持人，並透過罕的慈善機構「為人基金會」促進人道主義事業。罕的戲外形象因爭議和官司而受損，包括2015年的駕駛肇事，以及2018年的印度黑羚偷獵案。

## 早年及家族

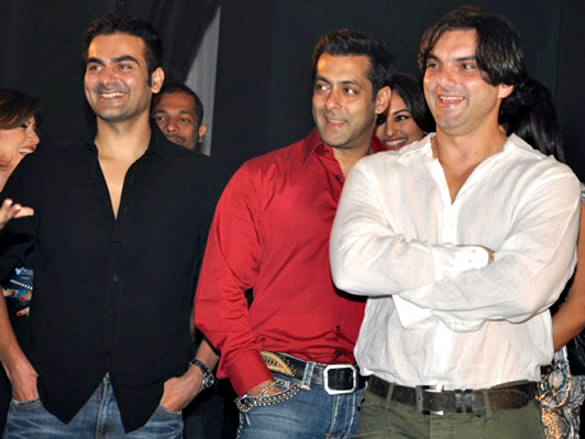
沙曼·罕與弟弟阿巴茲·罕（左）及索哈爾·罕（右）

沙曼·罕生於中央邦印多尔，是編劇薩利姆·罕和第一任妻子蘇希拉·查拉克（Sushila Charak）的長子，蘇希拉之後更名為薩爾瑪（Salma）.。罕於1965年12月27日出生，父親是穆斯林，母親是印度教徒，從小在兩種信仰中長大。1981年，當薩利姆與演員海倫結婚時，孩子們與父親的關係變得敵對，幾年後才修復。
罕的曾祖父母據傳為來自阿富汗的阿拉科扎普什圖人，家族於1800年代中期移民到英屬印度印多尔土邦印多爾居住區（現位於中央邦）；傑西姆·罕（Jasim Khan）則在沙曼·罕的演員傳記中指出，沙曼·罕的祖先屬於來自英屬印度西北邊境省斯瓦特河谷馬拉坎德的優素福扎伊普什圖人的阿卡札伊部落（今巴基斯坦开伯尔-普什图省）。沙曼·罕的祖父阿卜杜勒·拉希德·汗（Abdul Rashid Khan）是印多爾土邦副監察長，霍爾卡時代曾榮獲迪勒·榮格獎（Diler Jung）。罕的母親蘇希拉是家庭主婦，其父巴爾德夫·辛格·查拉克（Baldev Singh Charak）是多格拉拉吉普特人，來自查謨和克什米爾的查谟；而查拉克之母則是來自馬哈拉施特拉邦的馬拉地人。罕除了印地語和英語之外，還會說馬拉地語。沙曼·罕的弟弟為阿巴茲·罕及索哈爾·罕，還有兩個妹妹：阿爾維拉·罕·阿格尼霍特里和收養來的阿爾皮塔（Arpita）；其中阿爾維拉嫁給了演員兼導演阿圖爾·阿格尼霍特里。
罕在孟買班德拉的聖斯坦尼斯勞斯高中完成了學業，兩個弟弟也是如此。此前，他與阿巴斯一起在瓜廖爾的辛迪亞學校念了幾年書。罕曾就讀孟買的聖澤維爾學院，但後來退學。

## 私生活
罕居住在孟買班德拉的銀河公寓（Galaxy Apartments）。他還在潘韋爾擁有一塊150英畝的土地，其中有3間平房、一個游泳池和一間健身房。罕是健身愛好者，保持嚴格的養生習慣。
罕從未結婚。1999年開始與寶萊塢女星艾西瓦娅·雷交往；他們的關係經常登上媒體版面，直到2001年兩人分手。罕之後開始與卡特麗娜·卡芙交往。經過外界多年的猜測，卡芙在2011年受訪時承認，自己與罕多年來確實認真在交往，但這段關係於2010年結束。罕也曾與桑吉塔·比蘭尼和索米·阿里認真交往過。自2012年以來，罕與羅馬尼亞演員尤莉亞·溫圖爾交往。
2011年8月，罕承認自己患有顏面神經疾病——三叉神經痛，俗稱「自殺病」，因臉部三叉神經發炎而發生。他在受訪時表示，過去七年來一直默默承受著這種痛苦，現在疼痛已變得難以忍受，還讓自己的聲音變得尖銳。
罕自認既是穆斯林又是印度教徒，「吾父是穆斯林，吾母是印度教徒，」「我既是印度教徒又是穆斯林，是Bharatiya（印度人）。」

## 媒體形象

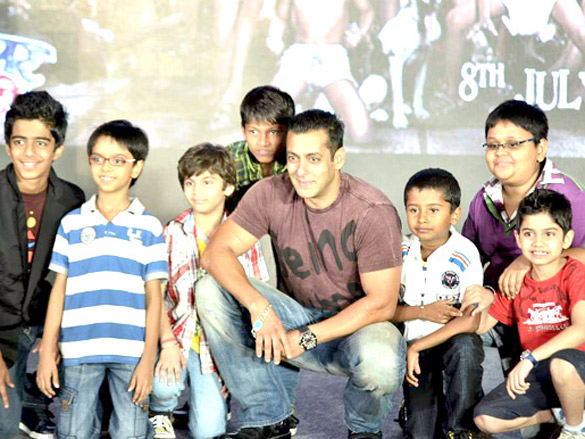
沙曼·罕出席自家公司製作的《茜拉派对》（2011年）宣傳活動

沙曼·罕的名字在媒體上經常被縮寫為「SK」，這也反映在自創的健身房品牌和電影公司SKF（沙曼·罕電影）的名稱中。他也以暱稱或（意為兄弟）而聞名，也都用於其電影《小萝莉的猴神大叔》（2015年）及《兄弟亦爱人》（2023年）的原文標題上。
2004年，罕被美國《人物》雜誌評為世界上最帥男人第七名。2008年，與本尊栩栩如生的蠟像置於倫敦杜莎夫人蠟像館；同樣，2012年，他的另一尊蠟像被安裝在纽约杜莎夫人蜡像馆。2010年，印度《人物》雜誌宣布他為「2010年最性感的男人」。2011年、2012年和2013年，他分別被《印度時報》評為「最受期待的男人」第二名、第一名及第三名。2013年8月，他被媒體宣布為印度線上搜尋次數最多的名人。2014年，罕無論是在名氣還是收入方面，在《富比士印度》排行榜上名列前茅；根據《富比士》 2015年「百大名人：2015年世界收入最高藝人」排行榜，罕憑藉3350萬美元的收入排名第71位，成為排名最高的印度人。
罕還憑藉3350萬美元的收入在《富比士》首個全球演員收入榜中排名第七，高於強尼·戴普、布萊德·彼特、李奧納多·狄卡皮歐和巨石強森等好萊塢演員。 2015年，他在印度最受尊敬的人物名單中排名領先美國總統歐巴馬。2015年9月，《国际财经时报》將他譽為印度「最具吸引力的人物」。他也成為印度唯一在一年內收入超過50億盧比（約7794萬美元）的演員。罕被評為「2015年Google搜尋次數最多的印度人」第二名、寶萊塢演員中第一名。2016年4月24日，印度奧林匹克協會任命該演員為2016年夏季奧運印度奧運代表團親善大使。 2017年8月，他被《富比士印度》評為全球收入第九高的演員，也是印度收入最高的演員第一名。

## 延伸閱讀
- Jasim Khan, , Penguin UK, 2015-12-27, ISBN 978-8-18-475094-2
- Ghosh, Biswadeep. . Mumbai: Magna Books. 2004. ISBN 978-81-7809-249-2.
- Sanyal, Devapriya. . Bloomsbury Publishing. 2022  [2024-03-19]. ISBN 978-93-88414-71-5. （原始内容存档于2023-10-31） （英语）.

## 外部連結
- 薩爾曼·汗在互联网电影资料库（IMDb）上的資料（英文）
- 薩爾曼·汗的Facebook專頁
- 薩爾曼·汗在爛番茄上的頁面（英文）